# Bill Wall
William Dale Wall, meglio noto come Bill Wall (Raymond, 11 maggio 1951), è un ingegnere e scacchista statunitense.
È noto soprattutto come autore di libri di scacchi, giornalista scacchistico e ricercatore degli scacchi negli Stati Uniti. 
Laureato in ingegneria dei sistemi, dal 1974 al 1995 è stato un ufficiale della U.S Air Force. Negli anni 1985-1991 è stato anche consulente del NASA Engineering and Safety Center (NESC). Terminò la carriera con la U.S Air Force con il grado di maggiore,  
e dal 1995 ha lavorato come ingegnere per la Harris Corporation di Melbourne in Florida. 
Come arbitro della United States Chess Federation, Bill Wall ha diretto numerosi tornei di scacchi negli Stati Uniti.  
È stato inoltre prima segretario e poi presidente della "North Carolina Chess Association" (1976-80), presidente della      
"Ohio Chess Association" (1980-81), del "Dayton Chess Club" (1982-85) e del "Palo Alto Chess Club" (1986-91). Negli anni Ottanta è stato segretario dell'associazione "Chess Journalists of America". 
Attualmente vive con la moglie Lois a Palm Bay in Florida.   

## Pubblicazioni
Bill Wall ha pubblicato molti libri di scacchi. Sono particolarmente noti quelli della serie "500 Miniatures", ciascuno con 500 partite "miniatura" con una specifica apertura. Ha scritto oltre 1.000 articoli di scacchi per vari quotidiani e riviste statunitensi, e contribuito materiale biografico e storico al sito Chessgames.com ed altri siti web dedicati agli scacchi.
Alcuni libri pubblicati da Bill Wall:
- 300 King's Gambit Miniatures, 1982
- 500 Sicilian Miniatures, 1983
- 500 French Miniatures,  1984
- 500 Queen's Gambit Miniatures, 1985
- Larsen's Opening (1.b3), 1986
- Owen's Defense (1.e4 b6), 1986
- 500 King's Gambit Miniatures, 1986
- 500 Ruy Lopez Miniatures, 1986
- 500 Italian Miniatures, 1987
- 500 Sicilian Miniatures II, 1987
- Grob's Attack (1.g4), 1988

- 500 Queen's Gambit Miniatures, II, 1988
- The Orangutan (1.b4), 1989
- 500 Indian Miniatures, 1990
- 1990 World Chess Championship, 1991
- 500 Caro Kann Miniatures, 1991
- Smith-Morra Accepted, 1992
- Smith-Morra Declined, 1993
- 500 Pirc Miniatures, 1993
- 500 Alekhine Miniatures, 1994
- Dunst Opening (1.Nc3), 1995

- 500 French Miniatures II, 1995
- 500 King's Gambit Miniatures II, 1996
- 500 Scotch Miniatures, 1997
- 700 Opening Traps, 1998
- 500 Blackmar-Diemer Miniatures, 1999
- 500 Center Counter Miniatures, 2001
- Off The Wall Chess Trivia, e-book, 2001 [3]
- The Krazy Kat and Old Hippo, 2008